# Hummus
 Ikke at forveksle med Humus.
Hummus er en klassisk forret og snack fra Mellemøsten bestående primært af kikærtpuré med varierende tilbehør. I fremstilling af hummus anvendes især tahini, olivenolie, citronsaft, husholdningssalt og hvidløg.
Retten serveres f.eks. som dip til forretter eller smøres direkte på nybagte, varme fladbrød.
Navnet stammer fra det arabiske حمّص (ḥummuṣ), der blot betyder "kikært".
Den nøjagtige kombination af ingredienser, oprindelse og kvalitet, har været kilde til en del uenigheder blandt især folk i Mellemøsten.